# Puente Patón
El puente Patón (en ucraniano: Міст Патона) es uno de los puentes sobre el río Dniéper, en Kiev, capital de Ucrania. Fue diseñado por el constructor Evgeny Patón, construido entre 1941 y 1953 y actúa como un segmento de la carretera de circunvalación de Kiev.
También se trata de uno primeros puentes totalmente soldados del mundo y también es el puente más largo de Kiev, con una longitud de 1543 m. 

## Geografía
La ruta europea E95 cruza el puente desde el bulevar Druzhbi-Narodiv en la orilla occidental del Dniéper en el raión de Pechersk a través del sur de la isla Venetianski hasta Sobornosti Prospekt en la orilla este, parte del raión de Dnipró de la ciudad. 

## Historia
El ingeniero Evgeny Patón jugó un papel directo en el diseño y construcción del puente. Originalmente se le ocurrió una idea revolucionaria, incluso a escala global, de soldar completamente la estructura en lugar de utilizar el diseño tradicional remachado. El primer puente de carretera de este tipo en el mundo, el puente Maurzyce, se inauguró recién en 1928 y desde entonces la idea fue una relativa novedad en la ingeniería civil, con sólo un par de docenas de construcciones terminadas antes del estallido de la Segunda Guerra Mundial. Patón insistió a los diseñadores en que este enfoque mejoraría en gran medida la confiabilidad de la estructura, pero inicialmente su idea no encontró apoyo entre los profesionales. Finalmente, su idea de soldar todo recibió apoyo, ya que el líder del Partido Comunista de Ucrania, Nikita Jrushchev, quien supervisó personalmente toda la operación, le dio el visto bueno para comenzar a construir el puente. 
La construcción del primer tramo comenzó a principios de junio de 1941, pero fue interrumpida por la Segunda Guerra Mundial. Después de la reconquista de Kiev por el Ejército Rojo el 6 de noviembre de 1943, la construcción del puente se vio obligada a comenzar prácticamente desde cero cuando las tropas alemanas en retirada volaron todas las partes existentes del puente incompleto. Sin embargo, la construcción del puente se completó justo a tiempo para el décimo aniversario de la liberación de Kiev y se inauguró oficialmente el 5 de noviembre de 1953. La instalación de vías de tranvía en el puente también permitió a los pasajeros viajar en tranvía entre la margen izquierda y la margen derecha de Kiev, quitando presión a los autobuses. 
Desde su exitosa inauguración en 1953, el puente no sufrió adiciones ni cambios importantes hasta 1968, año en el que se instalaron dos barandillas que separaban el tráfico de peatones y automóviles. Este enfoque particular nunca antes se había utilizado en toda la Unión Soviética en ese momento. En 1976, se realizó una prueba de resistencia para ver cuánta presión podía soportar el puente. Originalmente, el puente fue diseñado para soportar 10.000 vehículos por día. Sin embargo, los resultados de la prueba revelaron que el puente puede soportar aproximadamente 70.000 vehículos por día. En 1995, el puente fue reconocido por la Sociedad Estadounidense de Soldadura como la estructura totalmente soldada más singular. 
En 2004, el puente fue objeto de una importante reforma. El 9 de junio de ese año, el tráfico de tranvía en el puente dejó de existir para agregar carriles adicionales para ayudar a aliviar los atascos que paralizaban el puente y sus alrededores durante las horas punta. El puente estaba dividido en siete carriles. Se utilizarían tres carriles en ambos sentidos, más un carril reversible en el medio. La incorporación del carril reversible también ha provocado un aumento de los accidentes de tráfico, especialmente las colisiones frontales. A partir del 1 de febrero de 2008, por iniciativa del Departamento de Servicios de Tráfico, el puente fue equipado con iluminación adicional. En el verano de 2009 y 2010, el puente fue sometido a algunas reparaciones importantes.
Según los expertos, el estado actual del puente no corresponde a las exigencias del diseño moderno y necesita una revisión importante, incluidos los vanos, la impermeabilización, las juntas de soldadura, los postes de iluminación, las barandillas y también los cimientos. La ampliación a cuatro carriles por sentido en detrimento del carril reversible también aumentará el tráfico medio diario en casi un 60%. Además, el concepto de utilizar un divisor de hormigón, similar al muro alto de Ontario, utilizado en el puente Norte desde 2007, reduciría en gran medida los accidentes de tráfico, especialmente las colisiones frontales. En noviembre de 2010, se estima que esta próxima gran reforma le costará a la ciudad aproximadamente ₴ 714.000.000. Está previsto que la reconstrucción comience en 2011, según anunció el primer ministro Mikola Azárov, y se estima que durará hasta 27 meses.

## Estructura
El puente está compuesto por 264 bloques idénticos de 29 metros de longitud cada uno, unidos por costuras soldadas de un total de 10.668 metros. Se estima que el peso total de toda la estructura supera las 10.000 toneladas. 

## Galería

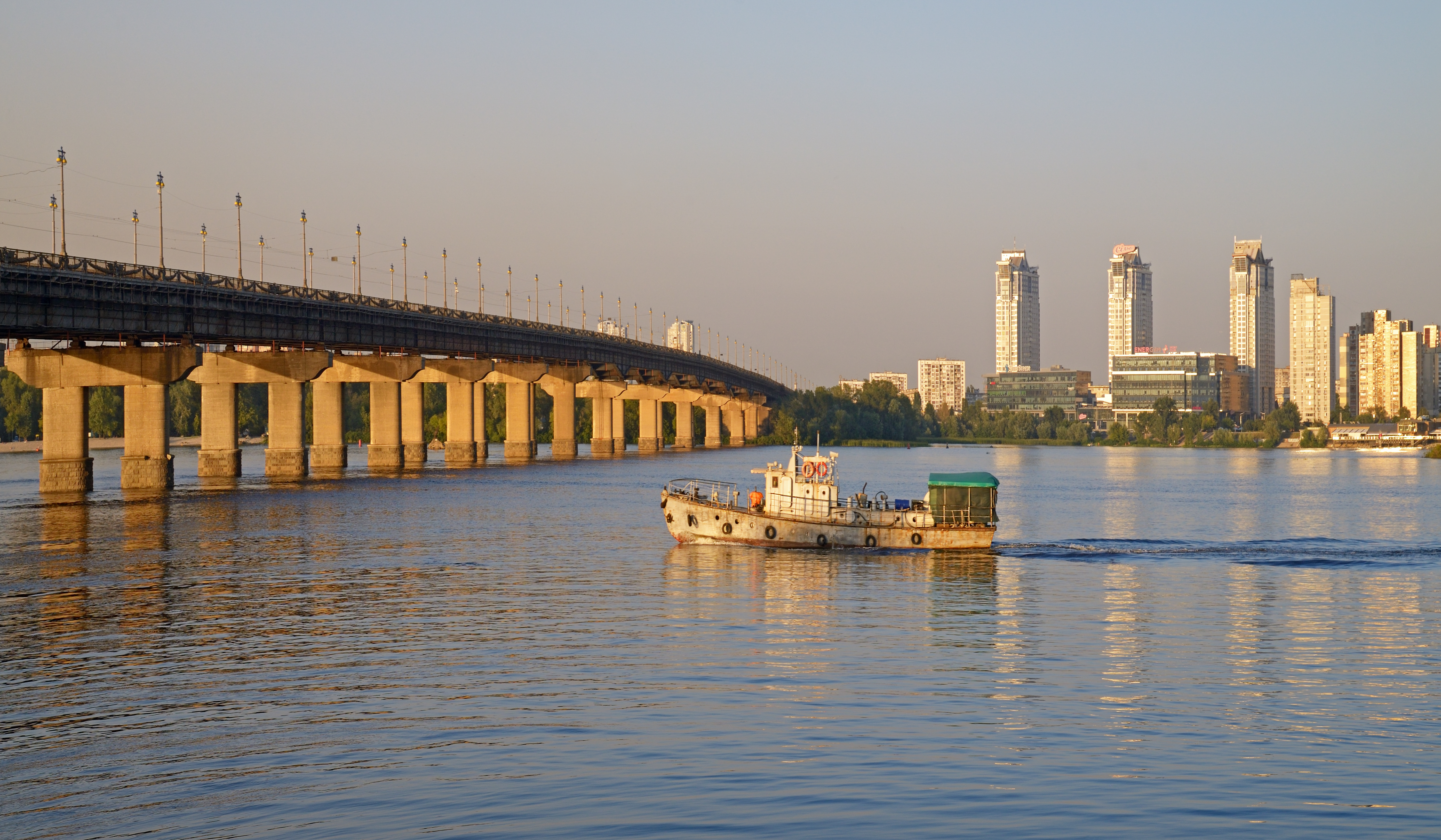
Puente al atardecer
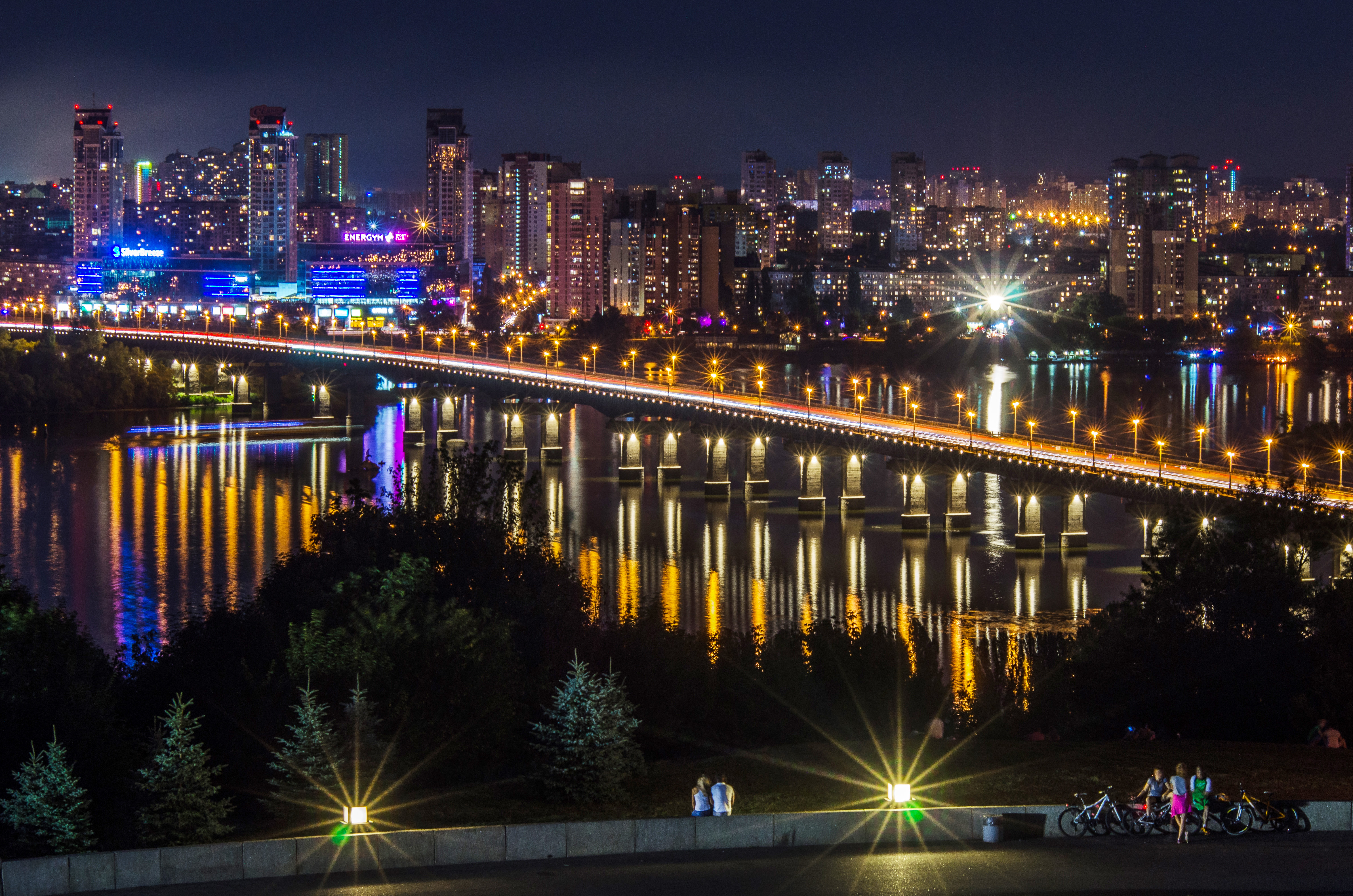
Vista nocturna del puente Patón y Kiev
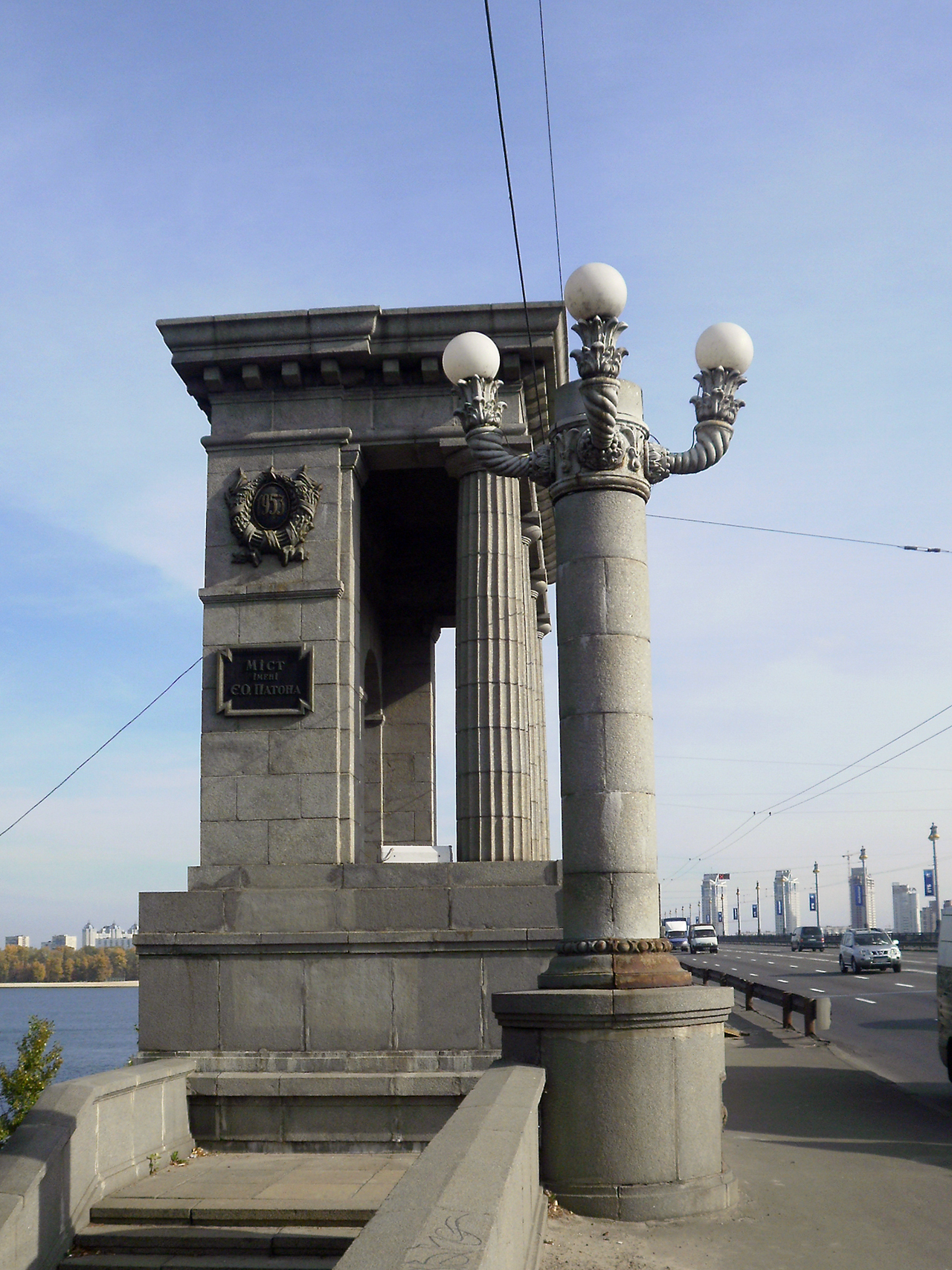
Detalles del puente